# Socorro Avelar
Socorro Avelar (ur. 1925 w Cuernavaca, Morelos, zm. 11 lutego 2003 w Meksyku) – meksykańska aktorka. Pochodziła z rodziny dawnych meksykańskich niewolników z Afryki. Wystąpiła w wielu telenowelach jednak w Polsce jest znana tylko jako Maria Dolorez z Prawa do narodzin. Zmarła w Meksyku na raka żołądka.